# خدر تپه
خدر تپه مربوط به دوران پیش از تاریخ ایران باستان تا دوران‌های تاریخی پس از اسلام است و در شهرستان کلاله، بخش مرکزی، روستای قره گل واقع شده و این اثر در تاریخ ۷ مرداد ۱۳۸۲ با شمارهٔ ثبت ۹۳۳۵ به‌عنوان یکی از آثار ملی ایران به ثبت رسیده است.